# Middelnederlandse psalters

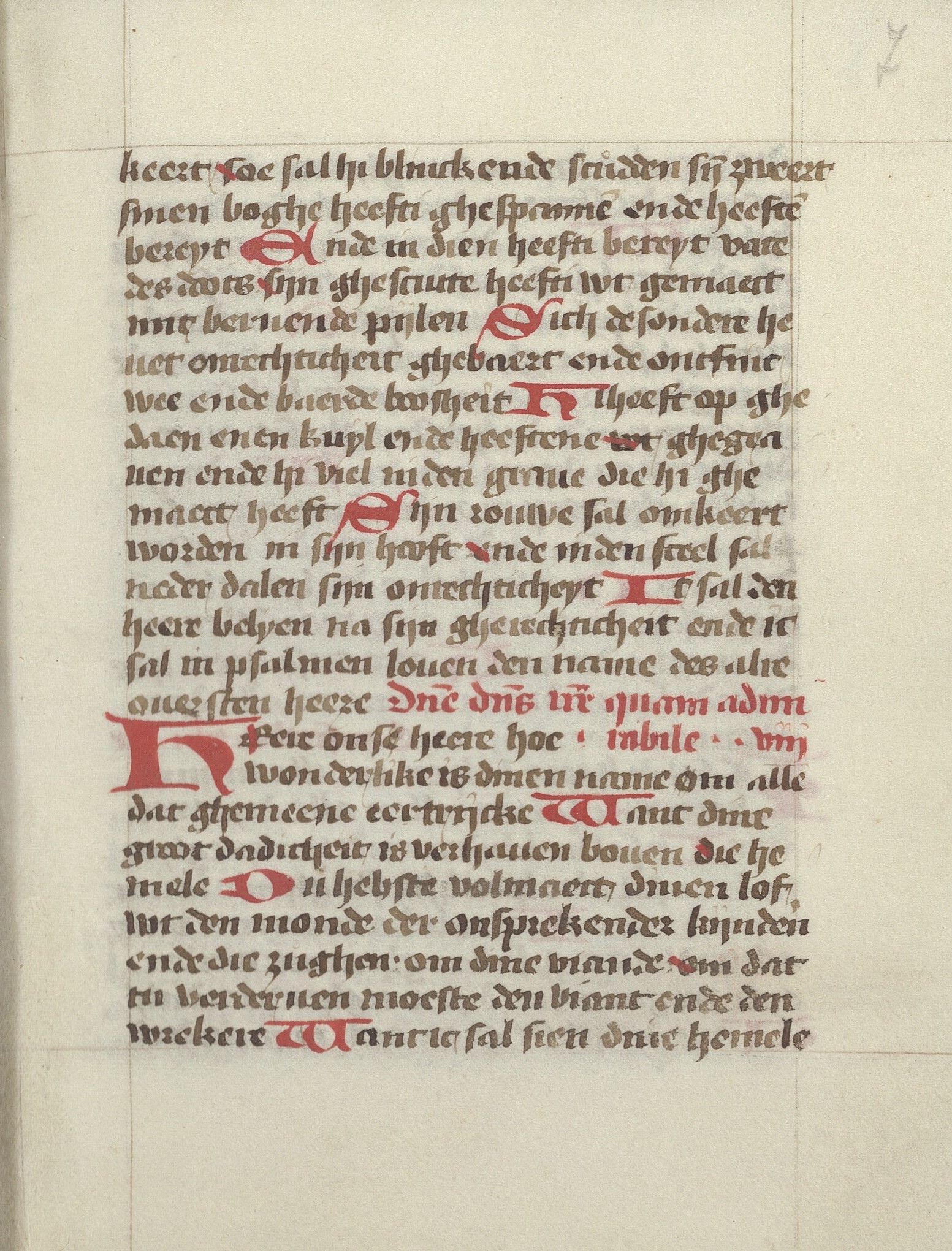
Fragment uit een typisch eenvoudig en sober Middelnederlands psalterium. Gemaakt in de tweede helft van de 15de eeuw in Bergen op Zoom.

Middelnederlandse psalters zijn christelijke psalters die in de middeleeuwse Nederlanden eerst en vooral werden verspreid in het Latijn. Ze hadden dan ook niet enkel religieuze doeleinden, ze speelden ook een grote rol als educatief hulpmiddel. Men leerde niet alleen de psalmen met behulp van een psalter, men leerde daadwerkelijk lezen met behulp van een dergelijk boek. Psalters waren hierdoor ook de eerste Bijbelboeken die uit het Latijn in de volkstaal vertaald werden. Zo ontstonden er honderden Middelnederlandse psalters. Deze waren in tegenstelling tot de Latijnse psalters niet zo luxueus. Door het veranderende doelpubliek werden de Middelnederlandse psalters soberder en simpeler.

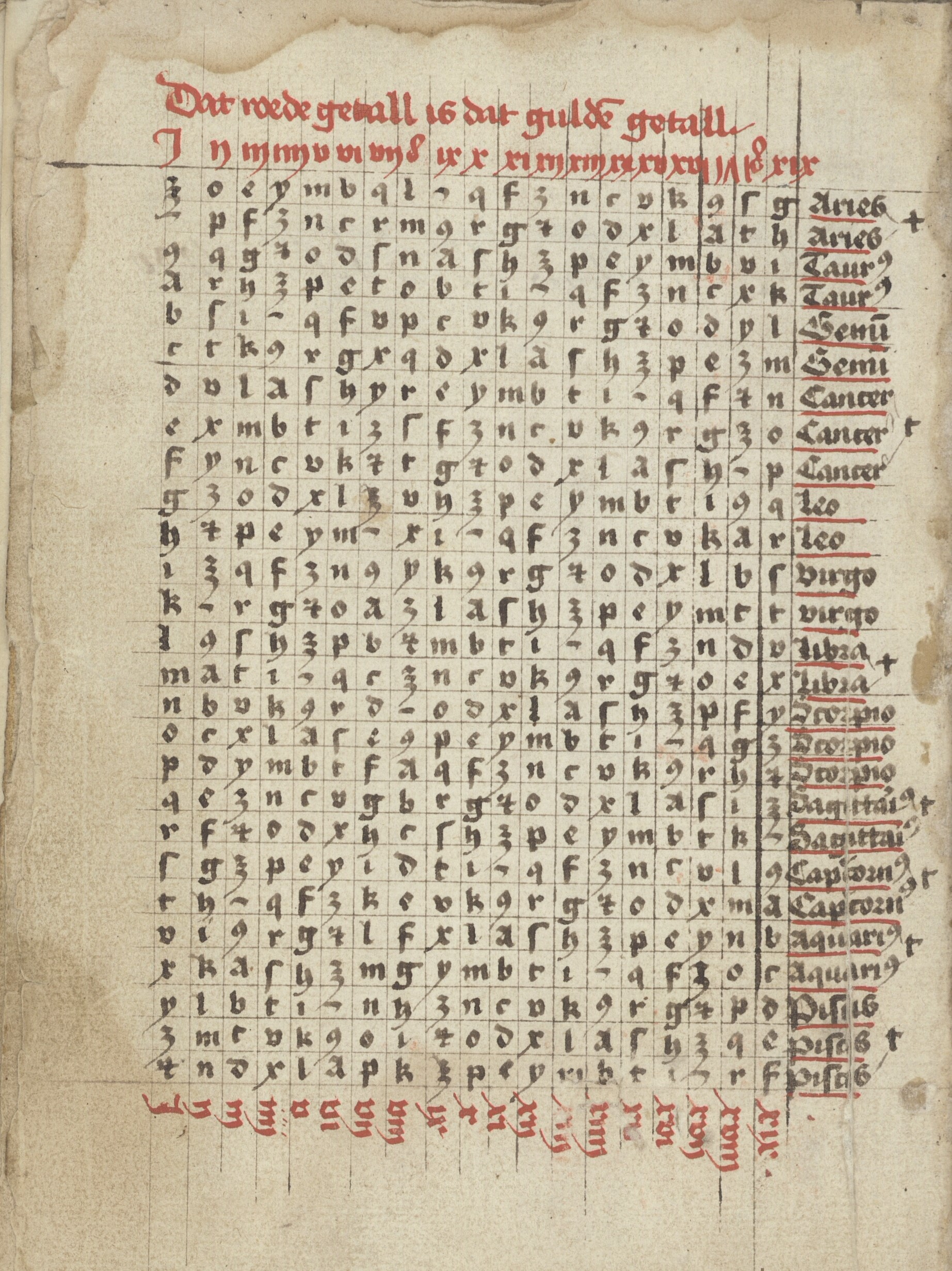
Fragment van de kalender uit het eerste Middelnederlandse psalterium. Gemaakt in 1483.

## Voorbeelden

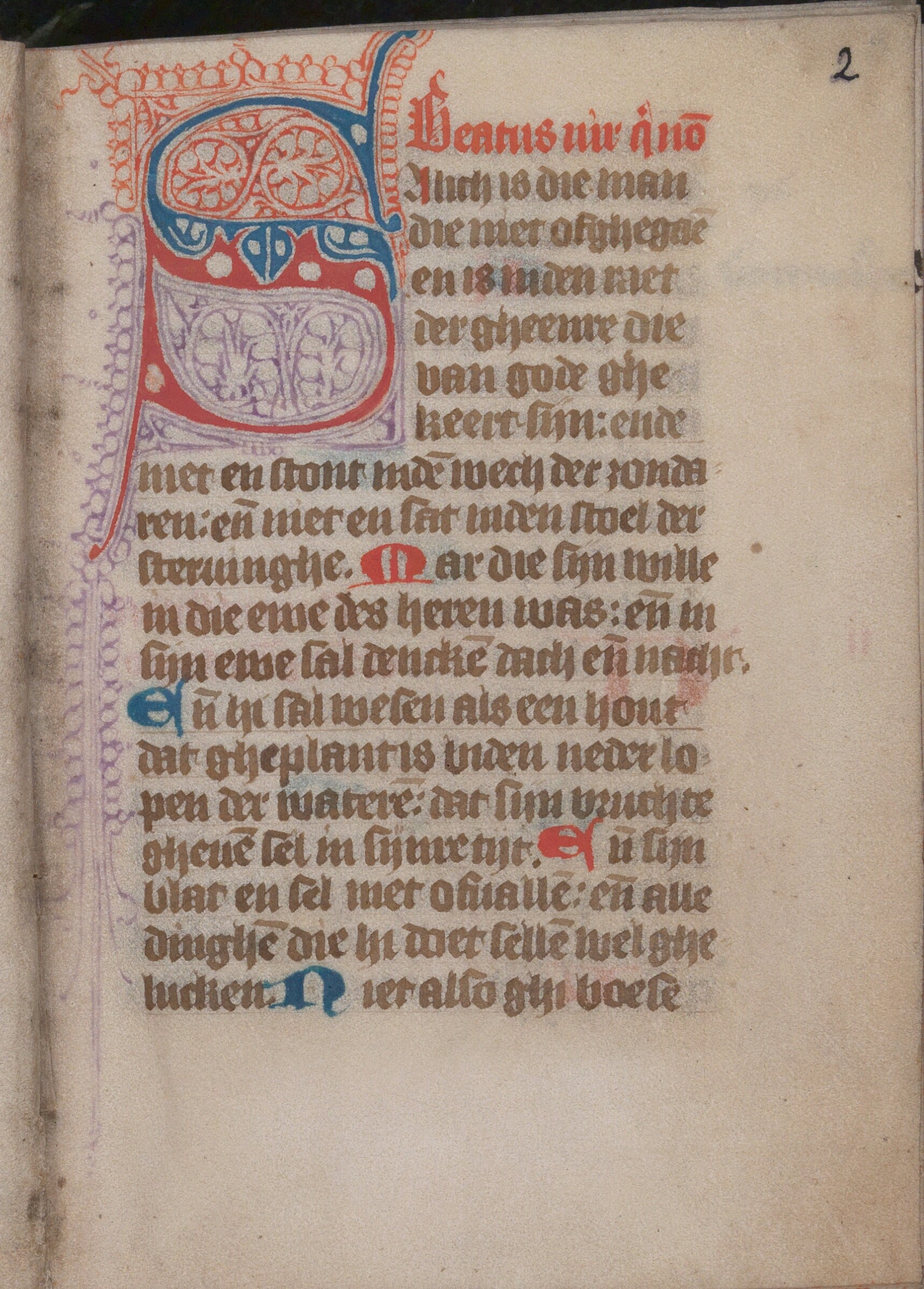
Fragment van de Middelnederlandse vertaling door Geert Grote van de Psalmen in een Middelnederlands psalterium. Manuscript vervaardigd in het midden van de 15de eeuw, Noordelijke Nederlanden.

In de Universiteitsbibliotheek Gent liggen enkele psalters bewaard. Het eerste Middelnederlands psalterium is vervaardigd in de Oostelijke Nederlanden in 1483. Het bevat volgende onderdelen:
- Nota over gehoorzaamheid
- Tabellen voor tijdsberekeningen, van het jaar 1483-1498
- Kalender voor het aartsbisdom Keulen
- Proloog tot de psalmvertaling (in het Middelnederlands)
- Lof der Psalmen van Augustinus
- De Psalmen, in de vertaling van de Moderne Devotie
- De Cantica in de Middelnederlandse vertaling
- De Tetanie met drie aansluitende collecten
- Colofon

Een tweede Middelnederlands psalterium komt van Bergen op Zoom, uit het klooster van Sint-Margareta. Het manuscript, dat vervaardigd werd in de tweede helft van de vijftiende eeuw, bestaat vooral uit psalmen, maar bevat ook enkele hooglieden. De belangrijkste psalter is echter die met teksten van Geert Grote en Johann Scutken. De Middelnederlandse psalmvertalingen van Geert Grote zijn het belangrijkste onderdeel van dit manuscript, maar ook de vespers voor de verschillende dagen van de week vormen een grote meerwaarde. Verder zijn er nog hymnen aanwezig voor de verscheidene tijden in het kerkelijk jaar. Het manuscript werd vervaardigd in de Noordelijke Nederlanden in het midden van de vijftiende eeuw. Het bevat de volgende onderdelen:
- Ave regina celorum
- Alma redemtoris que per uia
- Middelnederlandse vertaling van de Psalmen tot Ps. 108
- Aanwijzingen betreffende de psalmlezingen bij de Lauden
- Ander ghetiden
- De Vespers voor de verschillende dagen van de week
- Hymnen voor de verscheidene tijden van het kerkelijke jaar
- Nunc dimittis seruum tuum domine
- Verscheidene antifone
- Kirieleyson
- Collecte
- Twee antifonen
- Dese hymnen leest men in de Advent
- Gebed tot Maria
- Colofon